# فنغ تشانغ
فنغ تشانغ ( (بالإنجليزية: Feng Zhang)حروف صينية مبسطة: 张 锋؛ بينيين: زانغ فونغ) (وُلد في 22 أكتوبر 1982) هو كيميائي صيني أمريكي. يحمل تشانغ حاليًا أستاذية جيمس و باتريشيا بويتراس في علم الأعصاب في معهد ماكغفرن لأبحاث الدماغ وفي أقسام الدماغ والعلوم المعرفية والهندسة البيولوجية في معهد ماساتشوستس للتكنولوجيا. كما يعمل فنغ في معهد برود  التابع لمعهد ماساتشوستس للتكنولوجيا ودامعة هارفارد. ذاع صيت فنغ بسبب دوره المركزي في تطوير علم البصريات الوراثي وتقنيات كريسبر.

## النشأة وتعليمه
وُلد تشانغ في الصين في عام 1982 وأعطى الاسم 锋 (وهو ما يعني «نقطة الرمح؛ حافة الأداة»). عمل كل من والدي تشانغ كمبرمجين للكمبيوتر في الصين. انتقل تشانغ في سن الحادية عشرة إلى ولاية آيوا مع والدته (جيث لم ينمكن والده من الانضمام إليهم لعدة سنوات). التحق تشانغ بمدرسة ثيودور روزفلت الثانوية والأكاديمية المركزية في دي موين، وتخرج في عام 2000. وفي عام 1999، النحق بمعهد العلوم البحثية المشهور في معهد ماساتشوستس للتكنولوجيا، حيث حصل في عام 2000 على المركز الثالث في برنامج إنتيل سسينس تالنت سيرتش. حصل على بكالوريوس الكيمياء والفيزياء من جامعة هارفارد في عام 2004 حيث عمل مع زياوي تشوانغ. ثم حصل على درجة الدكتوراه في الهندسة الكيميائية والبيولوجية من جامعة ستانفورد في عام 2009 تحت إشراف كارل ديسيروث حيث طوّر التقنيات وراء علم البصريات الوراثي (علم البصريات الوراثي) مع إدوارد بويدن.  عمل تشانغ كزميل مبتدئ مستقل في جمعية هارفارد للزملاء.

## الأبحاث
يركز مختبر تشانغ على استخدام علم الأحياء التركيبي لتطوير تكنولوجيات الهندسة الجينومية لدراسة علم الأعصاب. يعتبر تشامغ رائد في مجال علم البصريات الوراثي،  والذي أطلق عليه اسم «طريقة السنة». بدأ تشانغ العمل على استخدام المستجيبات تال للسيطرة على النسخ الجيني كجزء من دراستنه لما بعد الدكتوراة.
واستنادًا إلى عمله السابق الذي قام به مختبر سيلفان مونيو، بدأ الدكتور تشانغ العمل على تسخير وتحسين نظام كريسبر للعمل في الخلايا البشرية في أوائل عام 2011. وبينما كانت مجموعة تشانغ تعمل على تحسين نظام كاس 9 في الخلايا البشرية، وصفت المجموعتان المتعاونتان لإيمانويل شاربنتييه وجينيفر دودنا تصميم الحمض النووي الريبي الكيميري القادر على تسهيل انقسام الحمض النووي الحر العائم باستخدام بروتين كاس 9 المنقى بدليل الاصطناعية. قارنت مجموعة تشانغ نهج تعبير الحمض النووي الريبي مع تصميمه على أساس نموذج الحمض النووي الريبي لدودنا / تشاربنتير الخيالية للاستخدام في الخلايا البشرية والميزات الثابتة للدليل اللازمة لبروتين كاس 9 للعمل بفعالية في خلايا الثدييات والتي يمكن الاستغناء عنها في المقايسات البيوكيميائية.
وضع مختبر تشانغ بروتوكول تشخيص الحمض النووي التشخيصي الحساس الذي يقوم على نظام كريسبر وسماه شيرلوك (ناقل الإغلاق ذو الحساسية الإنزيمية العالية) القادرة على كشف وتمييز سلالات من الفيروسات والبكتيريا الموجودة في وسط مولي منخفض التركيز (10−18 M).

## الجوائز والتكريمات
حصل تشانغ على جائزة الرواد من معاهد الوطنية للصحة و أفضل باحث في عام 2012.
- جائزة تي آر 35 في عام 2013.[5]
- تم الاعتراف بعمله في علم البصريات الوراثي ونظام كريسبر بعدد من الجوائز، منها:
  - جائزة بيرل-ونك لعام 2011 (المشتركة مع بويدن وديسيروث).[6]
  - جائزة ألان واترمان لعام 2014، وهي أعلى تكريم لمؤسسة العلوم الوطنية التي تعترف سنويًا بباحث بارز تحت سن 35 عامًا.[7]
  - جائزة غاباي لعام 2014 (بالمشاركة مع جنيفر دودنا و إيمانويل شاربنتييه).[8]
  - جائزة المحقق الشاب عام 2014 من جمعية علم الأعصاب (تقاسمها مع ديانا باوتيستا).[9]
  - أصبح تشانغ في عام 2015 المتلقي الافتتاحي لجائزة تسونيكو و ريجي أوكازاكي (بجامعة ناغويا ).[26]
  - تقاسم في عام 2016، للمرة الثانية والثالثة مرتبة التكريم مع دودنا وشاربنتير عندما حصل جائزة مؤسسة غيردنر الدولية[27] وجائزة تانغ.[28]
  - حصل في عام 2017 على جائزة مركز ألباني الطبي (بالاشتراك مع إيمانويل شاربنتييه وجنيفر دودنا ولوتشيانو مارافيني وفرانسيسكو م. موجيكا)[29] وجائزة ليميلسون ميت.[30]

## روابط خارجية
- Feng Zhang's academic profiles:
  - Broad Institute
  - McGovern Institute for Brain Research at MIT
- Zhang Lab @ MIT
  - Genome Engineering Resources
  - Genome Editing with CRISPR-Cas9 على يوتيوب
- Dr. Zhang's seminar "From microbial immunity to genome editing." at the NIH June 28, 2017